# Liste der Kellergassen in Großmugl
Die Liste der Kellergassen in Großmugl führt die Kellergassen in der niederösterreichischen Gemeinde Großmugl an.
| Foto |                 | Kellergasse                        | Standort                   | Beschreibung |
| ---- | --------------- | ---------------------------------- | -------------------------- | --- |
| BW   | Datei hochladen |                                    | KG: Geitzendorf Standort   | Die einseitige Einzelkellergasse befindet sich im westlichen Hintaus an einer Geländekante. Sie besteht auf 150 Metern Länge aus neun Kellern: vier in Schildmauerform, drei traufständig, zwei giebelständig. Die Mehrheit der Keller ist erneuerungsbedürftig. |
| ja   | Datei hochladen | Ernstbrunner Straße                | KG: Großmugl Standort      | Die beidseitige Einzelkellergasse liegt in einem Graben am nordöstlichen Ortsrand. Sie besteht auf 150 Metern Länge aus 21 Gebäuden, davon sind jedoch nur die Hälfte Keller und die wiederum mehrheitlich erneuerungsbedürftig, in unterschiedlichen Bauformen. |
| ja   | Datei hochladen | In der Au                          | KG: Großmugl Standort      | Das Kellergassensystem liegt am südlichen Ortsrand, beidseitig in einer breiten Mulde und einseitig in einem anschließenden Hohlweg, beidseitig in einem nördlich davon liegenden Hohlweg, und einseitig im südwestlichen Hintaus. Es besteht auf 650 Metern Gesamtlänge aus 109 Gebäuden, davon knapp 90 Keller, der Rest sind Scheunen und andere Bauten. Die Keller sind teils in Schildmauerform, teils giebelständig, und nur ausnahmsweise traufständig. Mehr als zwei Drittel der Keller sind erneuerungsbedürftig oder verfallen.           |
| ja   | Datei hochladen | Kellergasse                        | KG: Großmugl Standort      | Die beidseitige Einzelkellergasse liegt in einem Hohlweg südöstlich knapp außerhalb des Orts. Sie besteht auf 150 Metern Länge aus 22 Kellern unterschiedlicher Bauart (Schildmauerform, traufständig, giebelständig). Die Hälfte der Keller ist erneuerungsbedürftig. |
| BW   | Datei hochladen | Am Trümmern / Kellergasse          | KG: Herzogbirbaum Standort | Das Kellergassensystem befindet sich am nördlichen Ortsrand. An eine Reihe von Kellern in Schildmauerform im nordwestlichen Hintaus schließt sich nach Norden und dann nach Osten zu eine Reihe von mehrheitlich giebelständigen Kellern an. Nach Norden hin verläuft eine beidseitige Kellergasse, die Westseite mehrheitlich giebelständig, die Ostseite durchwegs in Schildmauerform. Insgesamt befinden sich hier auf 530 Metern Länge 103 Gebäude, davon etwa 90 Keller. Mehr als die Hälfte der Keller ist erneuerungsbedürftig oder desolat. |
| BW   | Datei hochladen | östliches Hintaus                  | KG: Herzogbirbaum Standort | Die einseitige Einzelkellergasse liegt an einer Geländekante im östlichen Hintaus. Sie besteht auf 100 Metern Länge aus 15 Kellern, überwiegend in Schildmauerform. Die Hälfte der Keller ist erneuerungsbedürftig. Die älteste Datierung ist von 1931. |
| BW   | Datei hochladen | südwestliches Hintaus / In Letteln | KG: Herzogbirbaum Standort | Eine einseitige Reihe von Kellern in Schildmauerform liegt an einer Geländekante im südwestlichen Hintaus. Westlich davon sind einige Keller in unterschiedlichen Bauformen in einer Mulde. Insgesamt befinden sich hier auf 180 Metern Länge 22 Keller und zwei Scheunen. Mehr als die Hälfte der Keller ist erneuerungsbedürftig. |
| BW   | Datei hochladen | In Weidnen                         | KG: Herzogbirbaum Standort | Westlich knapp außerhalb des Orts liegen einige Keller in Schildmauerform beidseitig in einem Graben. |
| BW   | Datei hochladen | Hintaus                            | KG: Ottendorf Standort     | Die Einzelkellergasse liegt an einer Geländekante im südwestlichen Hintaus. Auf 50 Metern Länge befinden sich neun Gebäude, davon acht Keller, mehrheitlich erneuerungsbedürftig. |
| BW   | Datei hochladen |                                    | KG: Ottendorf Standort     | Einige wenige Keller befinden sich an einer Geländekante am nördlichen Rand des Dorfs. |
| BW   | Datei hochladen |                                    | KG: Ringendorf Standort    | Das vorwiegend einseitige Kellergassensystem befindet sich am südwestlichen Ortsrand. An einer Geländekante im südwestlichen Hintaus ist eine Reihe von Kellern mehrheitlich in Schildmauerform, südlich daran anschließend befinden sich ungeordnet verstreut einige vorwiegend giebelständige Keller, und an einer Geländekante entlang der nach Geitzendorf führenden Straße folgt eine Reihe von Kellern in Schildmauerform. Insgesamt gibt es hier auf 250 Metern Länge 31 Gebäude, zwei Drittel der Keller sind erneuerungsbedürftig.         |
| BW   | Datei hochladen |                                    | KG: Roseldorf Standort     | Die überwiegend einseitige Einzelkellergasse liegt an einer Geländekante an der südlichen Ortsausfahrt. Auf 300 Metern Länge befinden sich 37 Keller in unterschiedlichen Bauformen (etwa die Hälfte in Schildmauerform, der Rest teils giebelständig, teils traufständig). Die meisten Keller sind erneuerungsbedürftig oder verfallen. Die älteste Datierung ist von 1848. |
| BW   | Datei hochladen |                                    | KG: Steinabrunn Standort   | Die beidseitige Einzelkellergasse liegt in einem Graben am südöstlichen Ortsrand. Auf 150 Metern Länge befinden sich 32 Keller, mehrheitlich in Schildmauerform, etwa ein Drittel traufständig. Nahezu alle Keller sind erneuerungsbedürftig oder verfallen. Die älteste Datierung ist von 1848. |

| Foto:                    | Fotografie der Kellergasse (Gesamtheit). Klicken des Fotos erzeugt eine vergrößerte Ansicht. Daneben finden sich zwei Symbole: \| Weitere Bilder vorhanden \| Das Symbol bedeutet, dass weitere Fotos des Objekts verfügbar sind. Durch Klicken des Symbols werden sie angezeigt. \| \| Eigenes Foto hochladen \| Durch Klicken des Symbols können weitere Fotos des Objekts in das Medienarchiv Wikimedia Commons hochgeladen werden. \| |
| Name:                    | Bezeichnung der Kellergasse |
| Standort:                | Es ist die Katastralgemeinde (KG) angegeben. Durch Aufruf des Links Standort wird die Lage der Kellergasse in verschiedenen Kartenprojekten angezeigt. |
| Beschreibung             | Kurze Beschreibung der Kellergasse |
| Weitere Bilder vorhanden | Das Symbol bedeutet, dass weitere Fotos des Objekts verfügbar sind. Durch Klicken des Symbols werden sie angezeigt. |
| Eigenes Foto hochladen   | Durch Klicken des Symbols können weitere Fotos des Objekts in das Medienarchiv Wikimedia Commons hochgeladen werden. |